# ریتیکا سینگ
ریتیکا سینگ (به انگلیسی: Ritika Singh)(زادۀ ۱۶ دسامبر ۱۹۹۴) ورزشکار سابق هنرهای رزمی ترکیبی و بازیگر هندی است، که علاوه بر فیلم‌های زبان هندی، مالایالم و تلوگو، بیشتر در فیلم‌های تامیل نقش آفرینی می‌کند. او پس از انجام مسابقه برای هند در بازی‌های آسیایی داخل سالن ۲۰۰۹ وسپس شرکت در سوپر فایت لیگ، او در کنار رانگاناتان مدهوان، در فیلم دور نهایی به کارگردانی سودها کونگارا، نقش اصلی را بازی کرد.

## فیلم‌شناسی
| سال  | نام فیلم      | نقش               | زبان       | نکات          |
| ---- | ------------- | ----------------- | ---------- | ------------- |
| ۲۰۱۶ | دور نهایی     | ازهیل مدی         | تامیل هندی | فیلم دو زبانه |
| ۲۰۱۶ | دستور خدا     | کارمگا کوزالی     | تامیل      | [ ۳ ]         |
| ۲۰۱۷ | مربی          | رامشواری «رامولو» | تلوگو      |               |
| ۲۰۱۷ | شیوالینگا     | ساتیا             | تامیل      | [ ۴ ]         |
| ۲۰۱۸ | شما کی هستید؟ | آنو               | تلوگو      |               |
| ۲۰۲۰ | اوه خدای من   | آنو پائولراج      | تامیل      | [ ۵ ]         |